# Bonk's Return
Bonk's Return is een computerspel dat werd ontwikkeld door Two Tribes B.V. Het spel werd in 2006 uitgebracht voor meerdere platforms.
In het spel moet Bonk de kwaadaardige King Drool verslaan, die een jong meisje uit Bonks dorp gevangen heeft genomen. De speler moet Bonk al springend door de verschillende platforms leiden. Onderweg komt Bonk verschillende vijanden tegen die hij moet verslaan. De aanvalskeuze van Bonk is een kopstoot die kan worden gecombineerd met een sprong van bovenaf. Bonks gezondheid wordt gemeten in harten, die kunnen worden uitgebreid door meer harten te verzamelen. Om bestaande harten op te laden, kunnen vruchten worden verzameld. Het is ook mogelijk om vlees te verzamelen, wat Bonk gemeen maakt.
De Japanse uitgever en ontwikkelaar Hudson Soft huurde de Nederlandse studio Two Tribes in voor de ontwikkeling van de game, die is gebaseerd op Hudson Softs bekende personage Bonk.